# Straße der Pariser Kommune
Straße der Pariser Kommune (pol. Ulica Komuny Paryskiej) - ulica w berlińskim  okręgu administracyjnym Friedrichshain-Kreuzberg, w dzielnicy Friedrichshain.
W latach 1735–1801 ulica nosiła nazwę Bullen-Winkel. Od 1801 do 1820 roku Bullen-Gasse, a w latach 1820-1971 Fruchtstraße. Od 17 marca 1971, w przeddzień 100 rocznicy powołania Komuny Paryskiej zmieniono nazwę na Straße der Pariser Kommune.